# Weißgerbermuseum

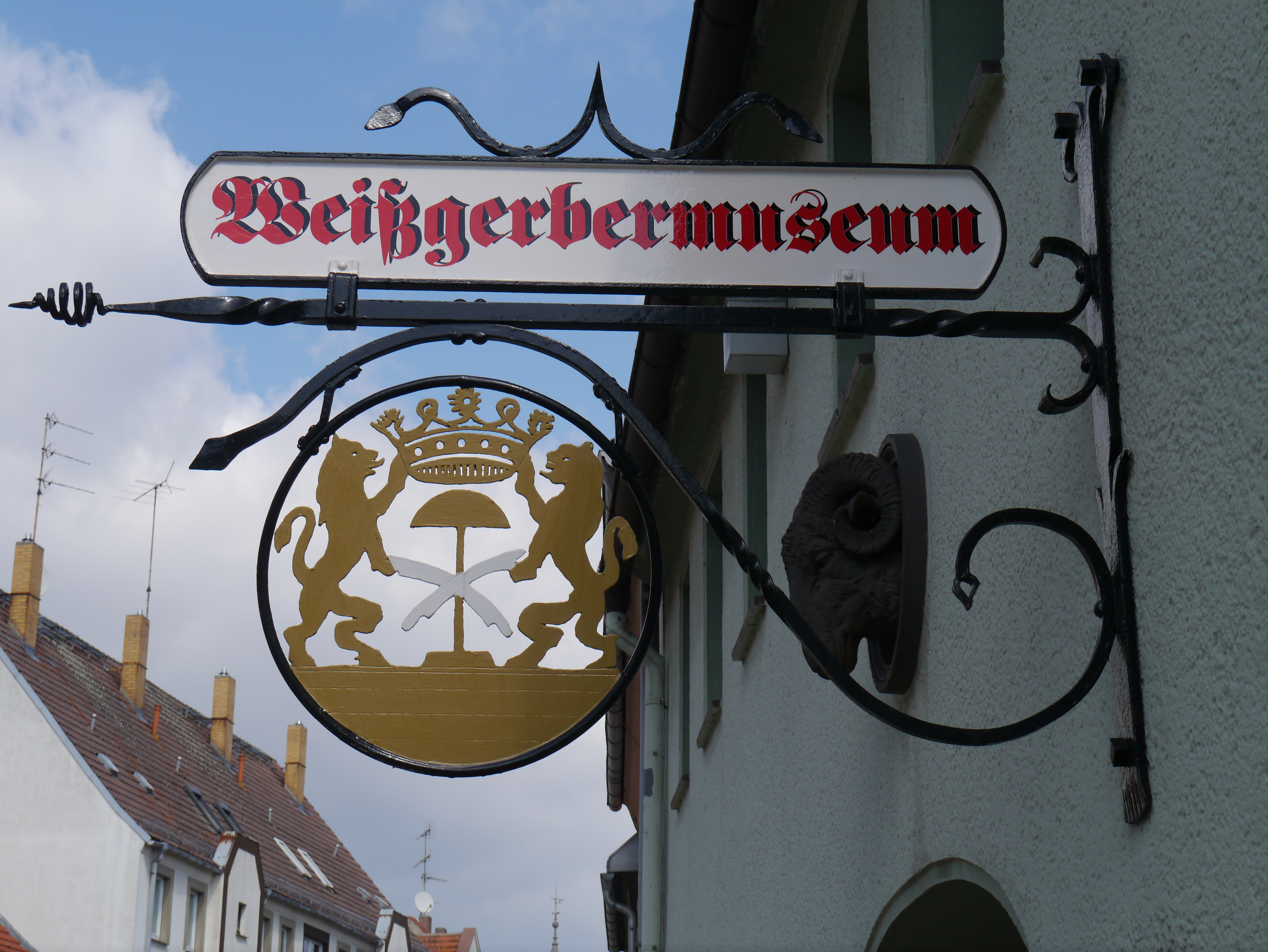
Hinweisschild am Portal Potsdamer Straße.

Das Weißgerbermuseum ist ein technikhistorisches Museum und befindet sich in Doberlug-Kirchhain im Landkreis Elbe-Elster. Es ist das einzige seiner Art in Europa und veranschaulicht mit Hilfe einer historischen Schauwerkstatt die Weißgerbung, stellt Gerbstoffe und Lederprodukte vor und widmet sich ausgiebig allen Aspekten der allgemeinen und regionalen Entwicklung des Gerberhandwerkes. Neben einer umfangreichen Sammlung von exotischen Ledern und Fellen aus aller Welt werden eine Schusterwerkstatt und Gesellenstube, eine Sammlung kostbarer Doberluger und Kirchhainer Zinnwaren (Zunftgeschirr) sowie wechselnde Sonderausstellungen gezeigt. In der technischen Ausstellung wird mit Hilfe einer kompletten aus funktionstüchtigen Gerbereimaschinen bestehenden Produktionsstrecke die industrietechnische Herstellung von Leder vorgestellt.

## Gerbereigeschichte in Kirchhain
Ursprünglich wurde in der Stadt Kirchhain die Lohgerberei als Nebengewerbe der Schuhmacherei betrieben.

„...sollen die Schuster bey Brauens Zeit die erholeten Häute gar nicht in die Elster bringen, noch bey den gemeinen Brunnen schaben noch zurichten.“

Günstige Standortbedingungen für das Gerberhandwerk waren das hier weiche, eisenfreie Wasser der Kleinen Elster, die Schafzucht der Herrschaft Dobrilugk sowie die Nähe zu einer mittelalterlichen Handelsstraße zum Bezug der Gerbsalze.
Im Jahr 1811 gründeten die Kirchhainer Gerber eine eigene Innung. Mit 48 Gerbermeistern war dieses Gewerbe 1849 dann das größte der Stadt.

## Geschichte des Museums
Das Weißgerbermuseum ging aus einer von 1753 bis 1947 in Betrieb befindlichen Gerberei hervor.

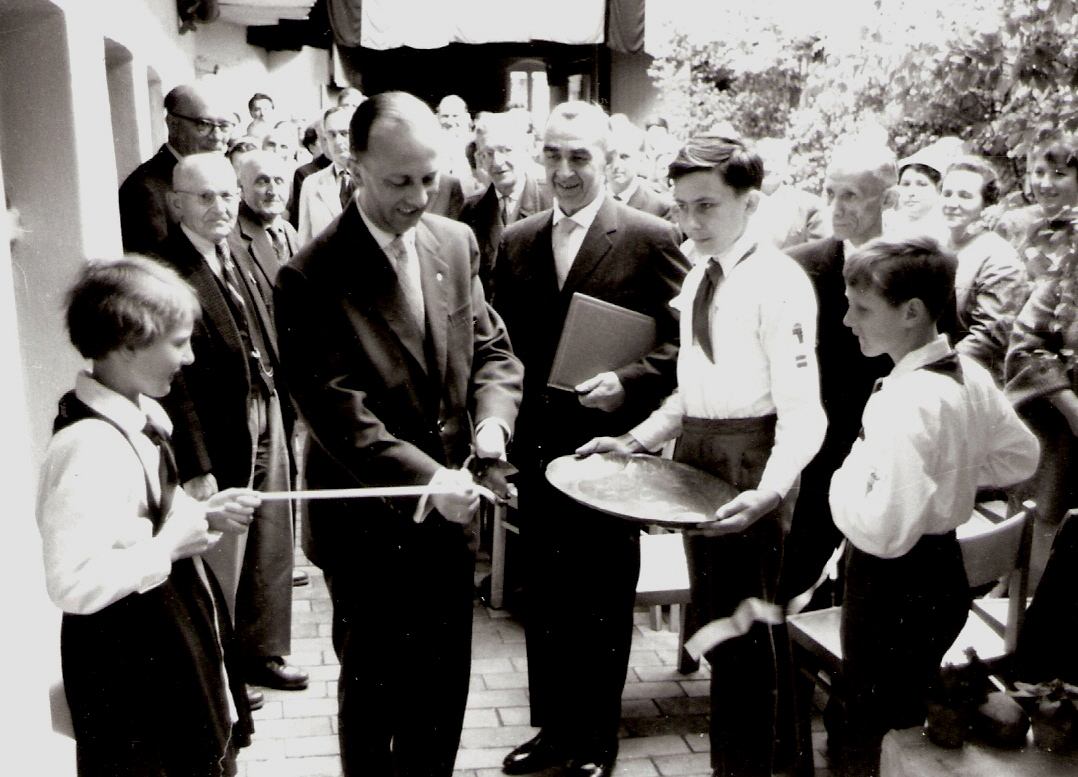
Eröffnung des Weißgerbermuseums

Im Jahre 1955 erhielt der Lehrer und Kreisdenkmalpfleger Karl Zagora vom Institut für Denkmalpflege in Dresden den Auftrag, eine geeignete Weißgerberei ausfindig zu machen, die, unter Denkmalschutz gestellt, der Bevölkerung als technische Schauanlage zugänglich gemacht werden sollte. Die ehemalige Gerberei in der Potsdamer Str. 18 schien für dieses Vorhaben geeignet. Im Jahr 1958 wurde das stark sanierungsbedürftige Haus unter Denkmalschutz gestellt. Im Rahmen des Nationalen Aufbauwerkes konnten die mit einem Kostenaufwand von rund 70.000 Mark veranschlagten Restaurierungsarbeiten durchgeführt werden. Als diese im Jahre 1960 beendet waren, begann man mit der Innensanierung und dem Aufbau einer Museumssammlung. Danach wurde in acht zuvor dafür hergerichteten Räumen eine Dauerausstellung aufgebaut.
Die künstlerische Gestaltung der in unterschiedlicher Weise thematisierten örtlichen Gerbereigeschichte erfolgte durch den Finsterwalder Maler und Graphiker Horst Bahr (1932–2012).
Am 26. Mai 1963 wurde das Weißgerbermuseum als erstes technikhistorisches Museum des damaligen Bezirkes Cottbus der Öffentlichkeit übergeben.

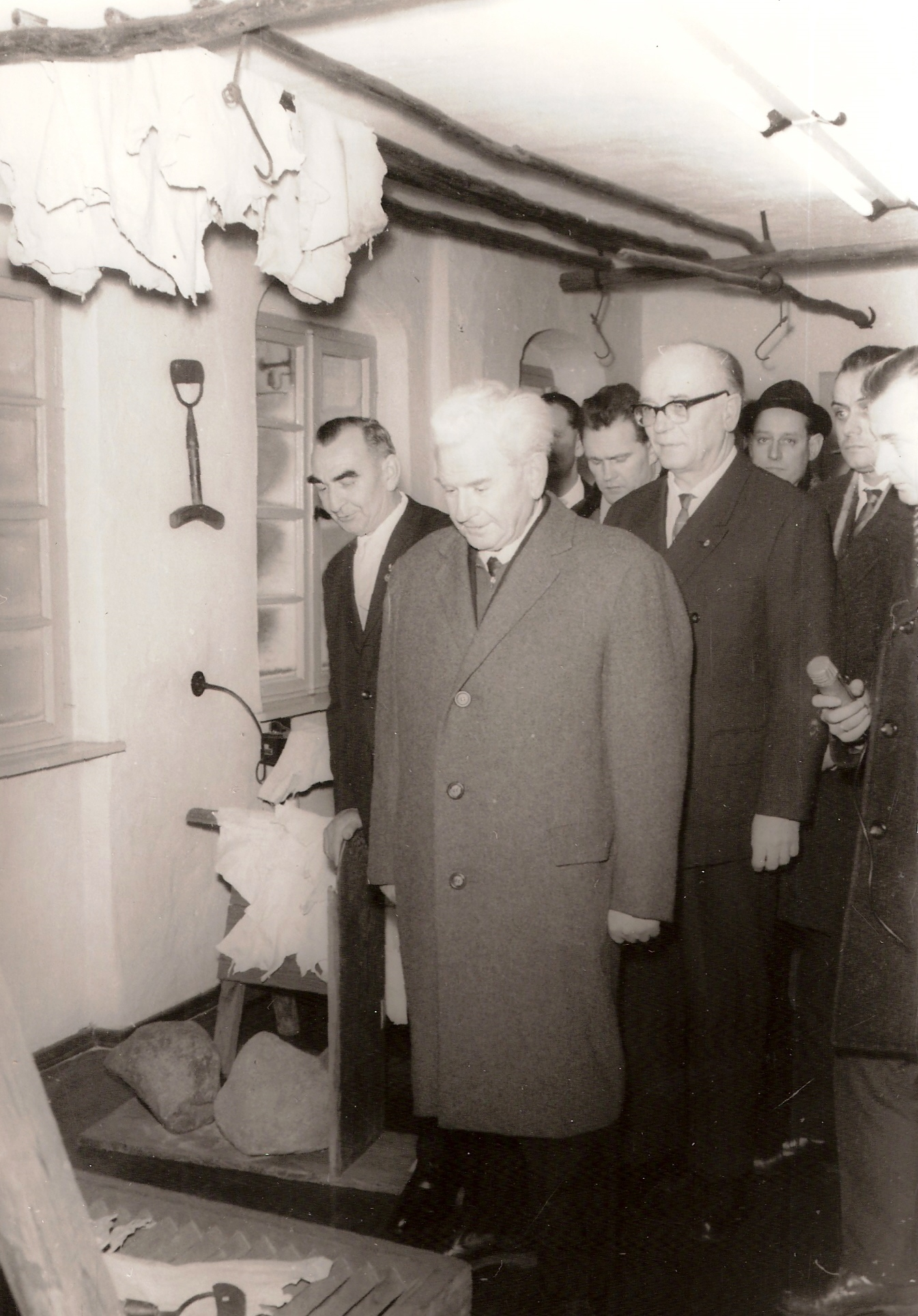
Hermann Matern im Weißgerbermuseum

In den ersten Jahren nach der Museumseröffnung hatten Anton Weiß und seine Mitstreiter gegen vielfältige Vorurteile einiger Doberlug-Kirchhainer Bürger anzukämpfen, die den Nutzen eines Gerbereimuseums infrage stellten. Auch die örtlichen Partei- und Kulturfunktionäre waren bestrebt, sich in den laufenden Museumsbetrieb einzumischen. Um dem entgegenzuwirken, gelang es im Jahr 1966, den ehemaligen Gerber Hermann Matern, Vorsitzender der Zentralen Parteikontrollkommission, Mitglied des Politbüros und des ZK der SED, als Museumspaten zu gewinnen. Er besuchte am 21. Januar 1966 das Weißgerbermuseum und lobte das Museumskollektiv, indem er öffentlich äußerte: „Ihr habt hier so abseits vom großen Strom wirklich ein schönes und seltenes Museum geschaffen.“ Mit dem Hinweis auf diese Würdigung endeten auch alle gegen den Willen der Museumsleitung vorgenommenen Versuche, das technikhistorische Weißgerbermuseum in ein Heimatmuseum umzuprofilieren.
Im Laufe der folgenden Jahre wuchs die Sammlung der Exponate, und das Haus veränderte sein Gesicht. Nachdem Anton Weiß im Jahre 1976 verstorben war, übernahm bis 1984 Matthias Belig die Leitung des Museums. Durch mehrere Umbauten gelang es, weitere Ausstellungs- und Magazinräume zu gewinnen. Eine erneute Restaurierung des Museumskomplexes erfolgte ab 1992 in mehreren Etappen. Der letzte Bauabschnitt, der den Sonderausstellungs-, Magazin- und Archivbereich umfasste, wurde im Mai 1995 fertiggestellt. Bereits während der Sanierungsarbeiten zeigte sich, dass das Weißgerbermuseum eine Dependance benötigte. Konzeptionell auf das Gerberhandwerk ausgerichtet, widmete sich das Weißgerbermuseum bis dahin vornehmlich den Anfängen der Lederherstellung und konnte daher einen wichtigen Teil der industrietechnischen Entwicklung nur verkürzt darstellen.
Nachdem die Stadt Doberlug-Kirchhain eine geeignete Immobilie (Gerberstr. 42) für den Aufbau einer technischen Ausstellung erworben hatte, mussten vor der Sanierung des Gebäudes umfangreiche Abrissarbeiten durchgeführt und Altlasten beseitigt werden. Hierbei half die Bewilligung von Fördermitteln zur Finanzierung des Projektes durch die EU sowie das Kultur- und Landwirtschaftsministerium des Landes Brandenburg.

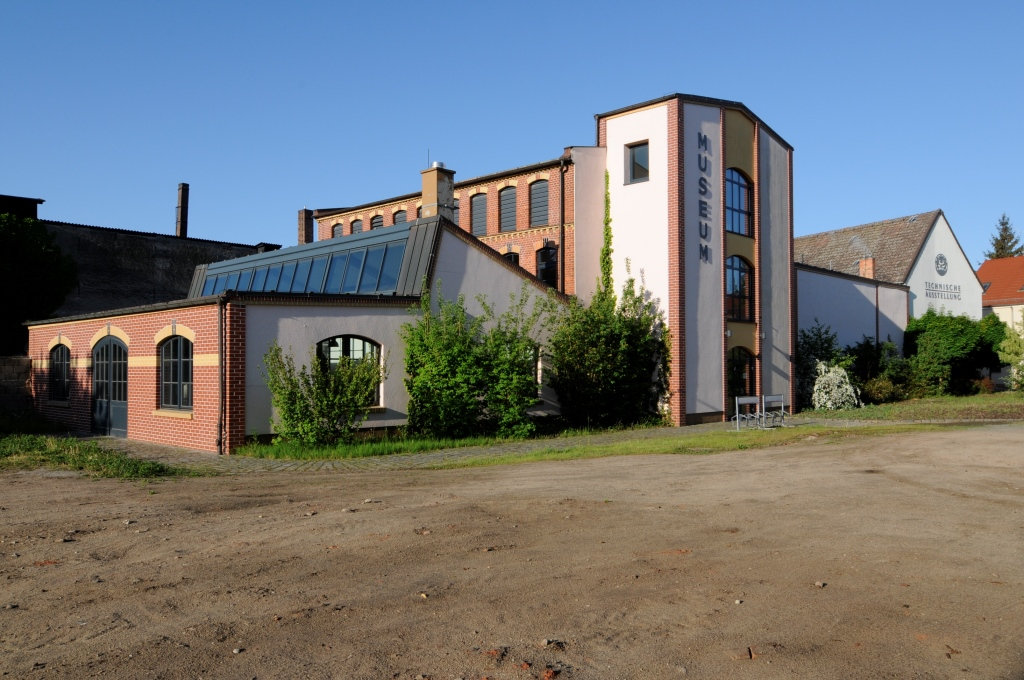
Technische Ausstellung des Weißgerbermuseums

Das Herzstück der Ausstellung sollte eine Produktionsstrecke, bestehend aus funktionstüchtigen Gerbereimaschinen werden. Dem neu gebildeten Museumsbeirat war es zu verdanken, dass die für den Aufbau einer Produktionsstrecke erforderlichen Gerbereimaschinen aufgespürt, sichergestellt und in Betrieb genommen werden konnten. Dank der von der Arbeitsgemeinschaft der technikhistorischen Museen des Landes Brandenburg, dem Ministerium für Wissenschaft, Forschung und Kultur sowie der Ostdeutschen Sparkassenstiftung geförderten Kampagne „Kulturland Brandenburg 2000“ wurde das Ausstellungsprojekt landesweit bekannt. Schließlich konnte am 10. September 2000 die technische Ausstellung des Weißgerbermuseums eröffnet werden.
Die Ausgestaltung der Exposition war damit aber noch nicht abgeschlossen.
Durch die Übernahme von zahlreichen Sattlerutensilien und -werkzeugen des Sattlermeisters Wilhelm Homagk konnte das Weißgerbermuseum im Jahre 2006 eine Sattlerei als Schauwerkstatt in einem Teil der technischen Ausstellung aufbauen und damit den Besuchern neben dem Schuhmacherhandwerk ein weiteres wichtiges lederverarbeitendes Gewerk vorstellen.
Von 1994 bis 2017 wurden 95 Sonderausstellungen im Weißgerbermuseum durchgeführt.

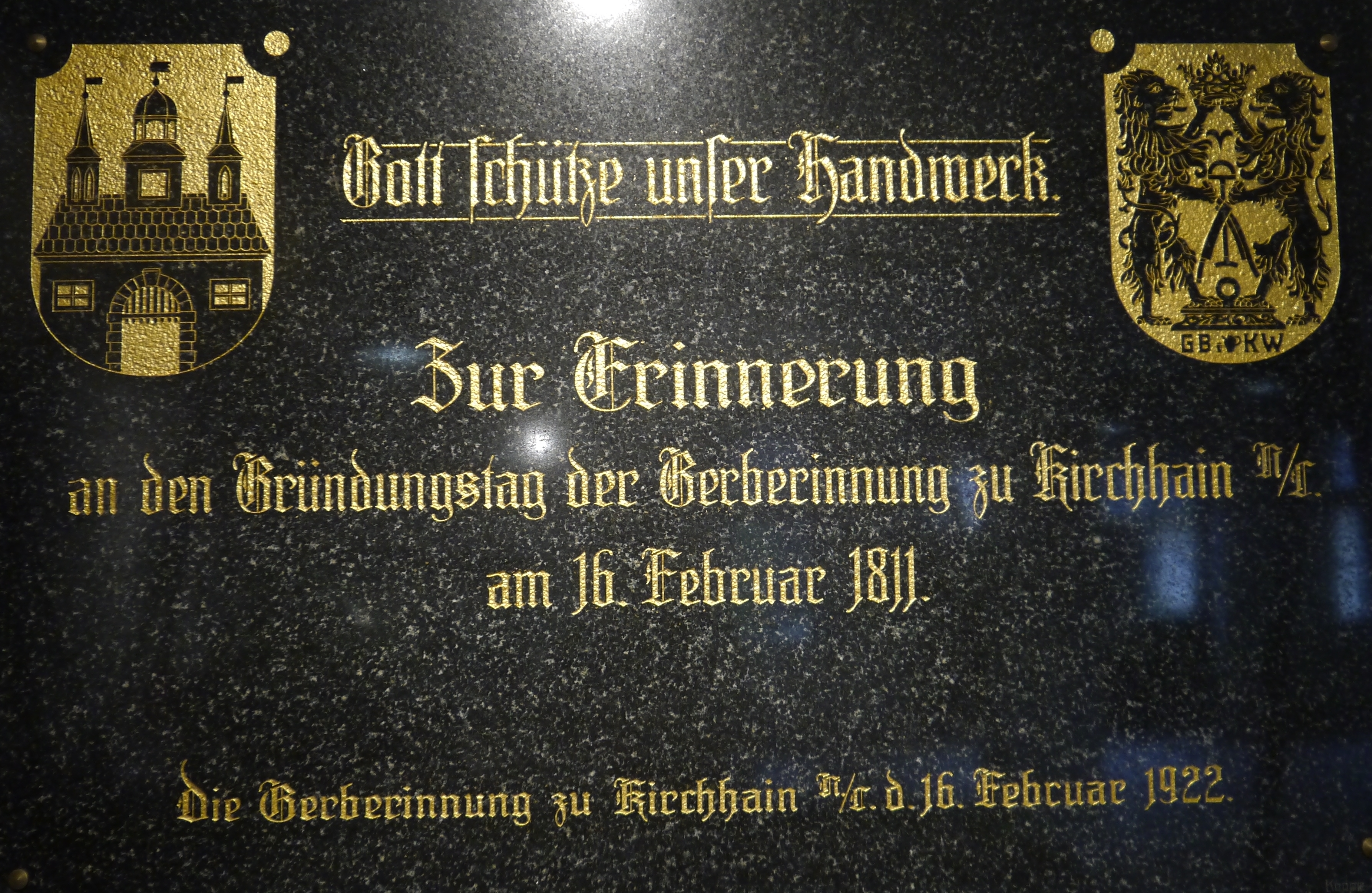
Erinnerungstafel an die Innungsgründung am 16. Februar 1811
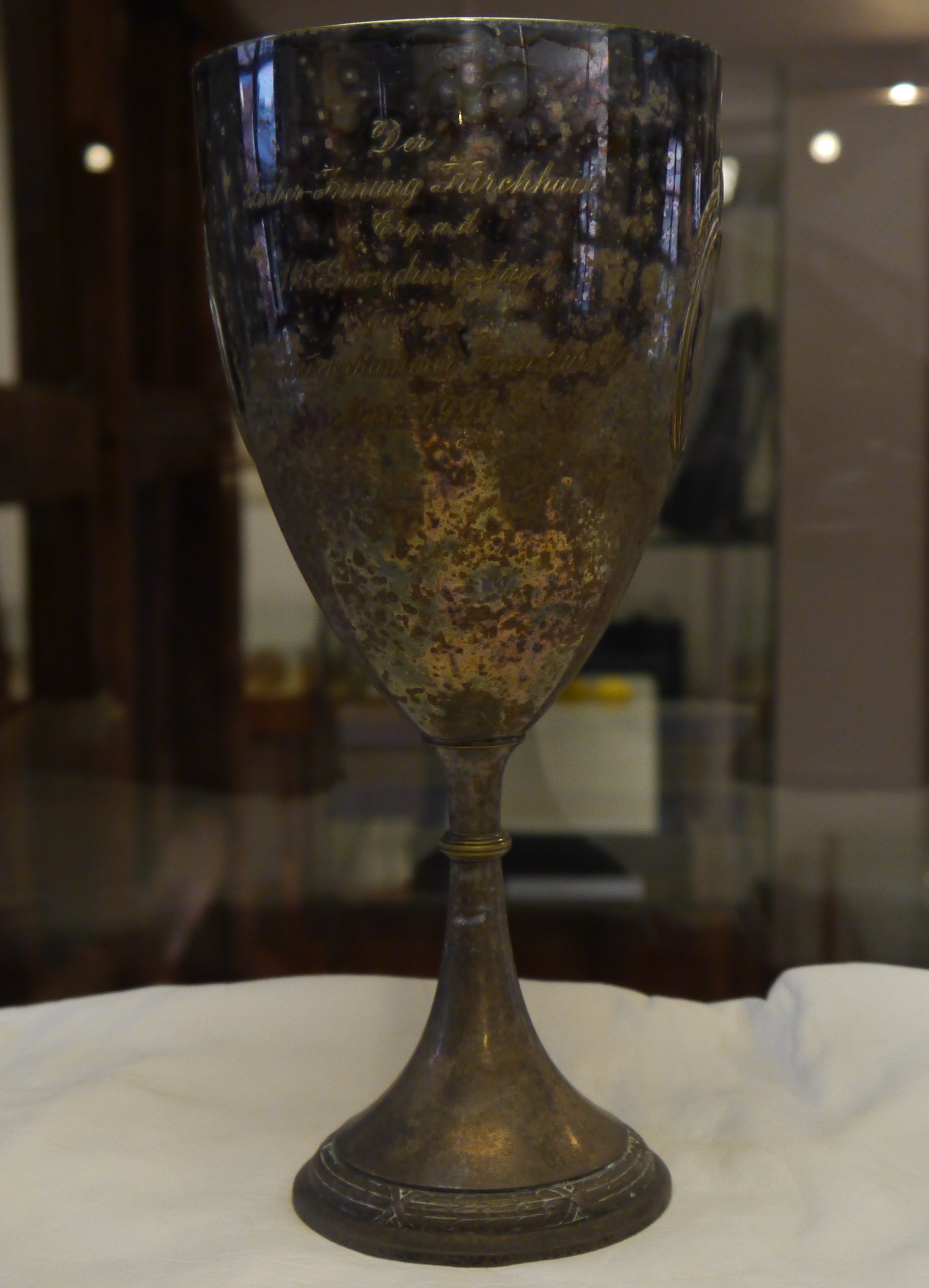
Silberpokal der Gerberinnung (1922)
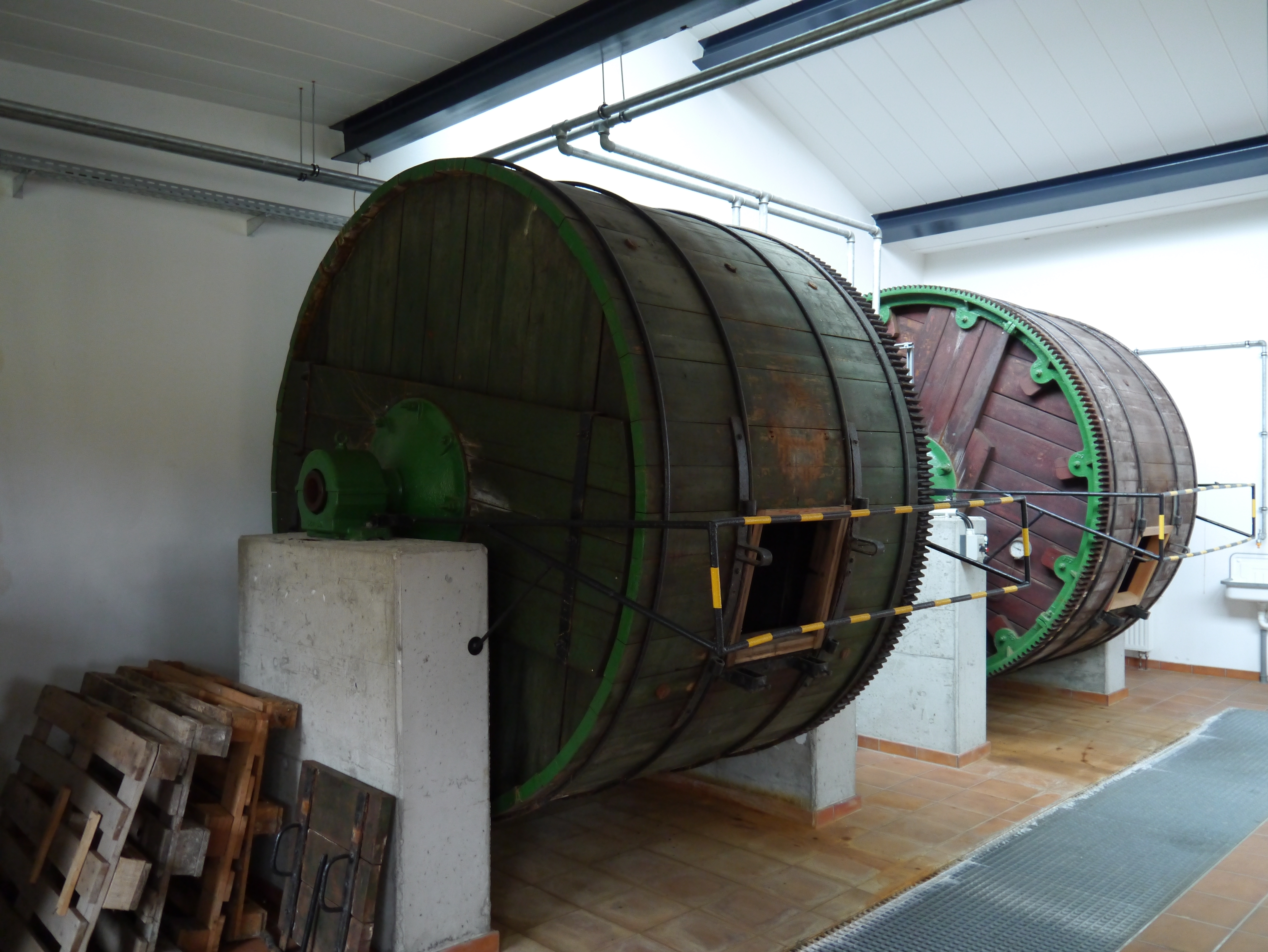
Gerbfässer
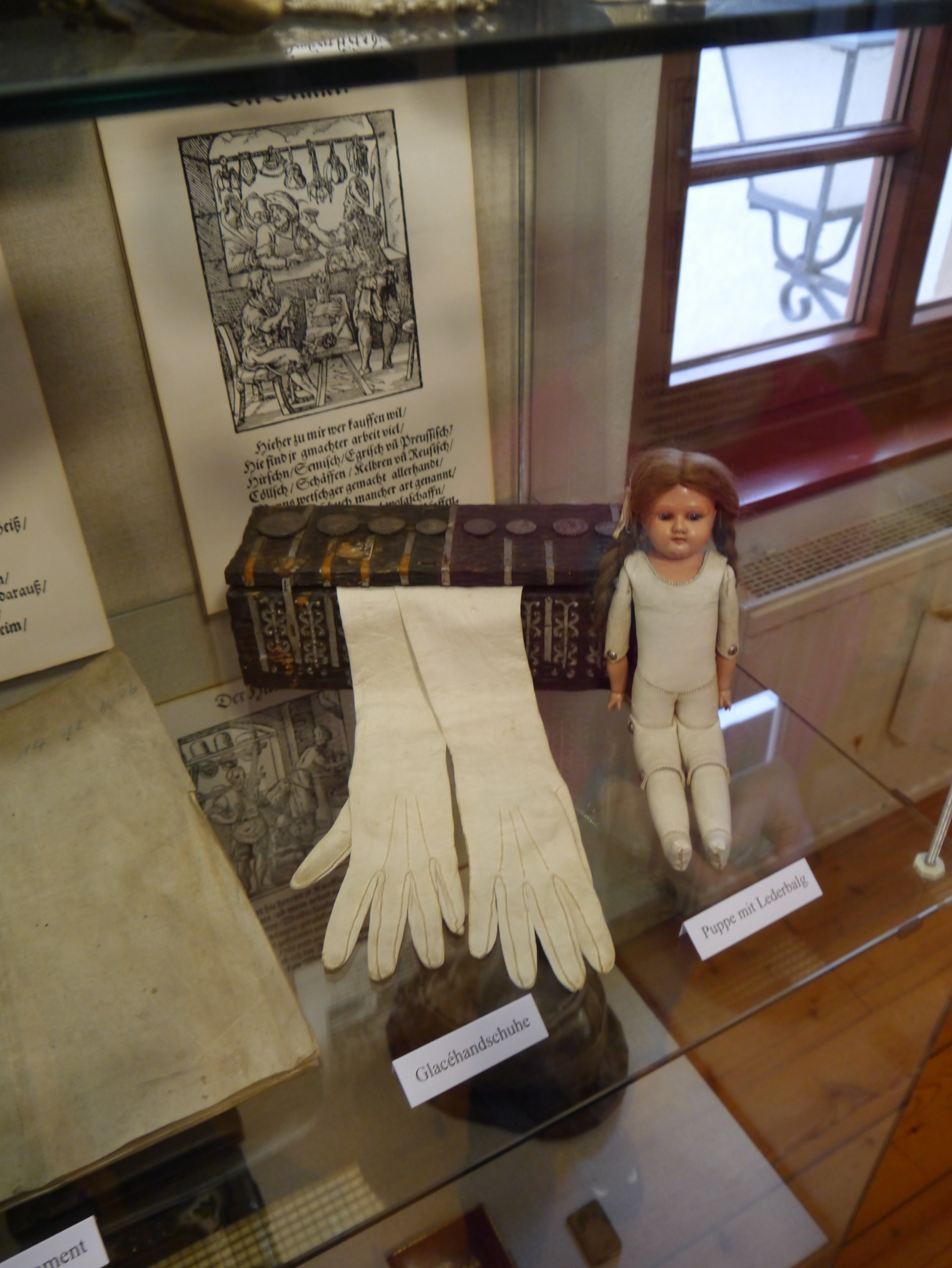
Glacéhandschuhe und Puppe mit Lederbalg

## Gliederung der Dauerausstellung

### Weißgerbermuseum
Neben Räumen der Sonderausstellung gliedert sich das Museum wie folgt:
- Historische Weißgerberwerkstatt (Wasserwerkstatt, Trocken- und Zurichtestube)
- Ur- und Frühgeschichte
- Allgemeine Gerbereigeschichte
- Exotenabteilung
- Zinnstube
- Schusterstube
- Gesellenstube

### Technische Ausstellung
In der Technischen Abteilung steht ein Veranstaltungsraum zur Verfügung, der z. B. für Lesungen genutzt wird. Die Ausstellungsräume teilen sich wie folgt auf:
- Wasserwerkstatt
- Zurichtestube
- Trockenboden
- Sattlerwerkstatt

## Museumsleitung

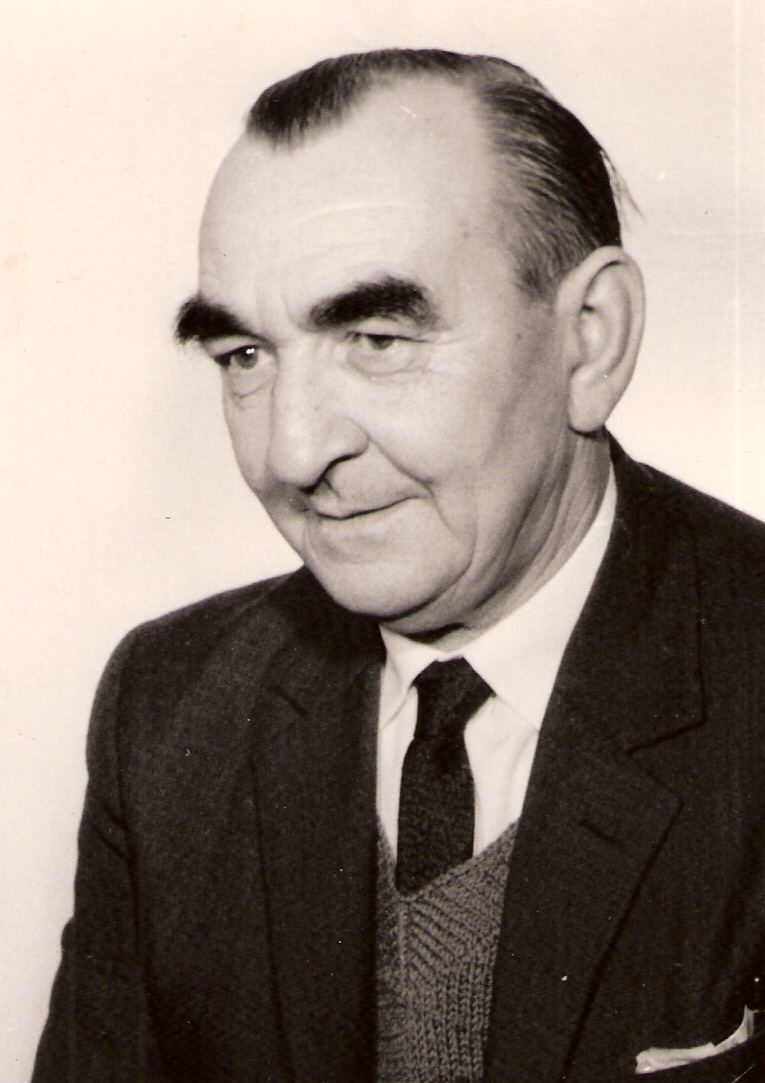
Anton Weiß, erster Leiter des Museums von 1963–1976

- 1963–1976 Anton Weiß
- 1976–1984 Matthias Belig
- 1984–1994 Petra Eichstädt
- seit 1994 Andreas Hanslok